# Ángel Brunell
Ángel Óscar Brunell (Tacuarembó, 2 febbraio 1945) è un ex calciatore uruguaiano, di ruolo difensore.